# بوتیرآلدهید
بوتیرآلدهید (به انگلیسی: Butyraldehyde) با فرمول شیمیایی C4H8O یک ترکیب شیمیایی با شناسه پاب‌کم ۲۶۱ است؛ که جرم مولی آن 72.11 g/mol می‌باشد. شکل ظاهری این ترکیب، بی‌رنگ مایع مشتعل شونده است.